# THE VIDEO COMPILATION（8 Clips）
『THE VIDEO COMPILATION（8 Clips）』（ザ・ビデオ・コンピレーション・エイト・クリップス）は、日本の音楽ユニット・Every Little Thingの1枚目の映像作品。
2000年3月29日にDVD規格で再発売された。

## 内容
初の映像作品。
「Feel My Heart」から「Time goes by」までのシングル表題曲と、「Here and everywhere (Super Bootbeat Mix)」のミュージック・ビデオが収録されている。

## 収録映像曲
1. Feel My Heart
2. Future World
3. Dear My Friend
4. For the moment
5. 出逢った頃のように
6. Shapes Of Love
7. Time goes by
8. Here and everywhere (Super Bootbeat Mix)